# Gastrotheca pseustes
Gastrotheca pseustes é uma espécie de anfíbio da família Hemiphractidae.
É endémica do Equador.
Os seus habitats naturais são: regiões subtropicais ou tropicais húmidas de alta altitude, matagal tropical ou subtropical de alta altitude, campos de altitude subtropicais ou tropicais, rios, marismas de água doce, marismas intermitentes de água doce, pastagens e florestas secundárias altamente degradadas.
Está ameaçada por perda de habitat.